# Mooers (hrabstwo Clinton)
Mooers – jednostka osadnicza w Stanach Zjednoczonych, w stanie Nowy Jork, w hrabstwie Clinton.